# 사육신묘
사육신묘(死六臣墓)는 서울특별시 동작구 노량진동, 사육신묘지공원에 있는 조선시대의 사육신(死六臣)을 모신 곳이다. 1972년 5월 25일 서울특별시의 유형문화재 제8호로 지정되었다.

## 개요
조선 세조 2년(1456) 조선의 6대 임금인 단종의 복위를 도모하다 목숨을 바친 성삼문(成三問)· 박팽년((朴彭年))· 이개(李塏) · 하위지(河緯地)· 유성원(柳誠源)· 김문기(金文起) 6명의 신하 즉 사육신(死六臣)분들을 모신 곳이다.
이들은 단종 3년(1455)에 단종의 숙부인 수양대군(뒤의 세조)이 왕위를 빼앗고 단종을 몰아내자 이에 분개하여 단종의 복위를 꾀하다 발각되어 참혹한 최후를 맞았다.
사육신의 충성심과 장렬한 의기를 추모하기 위해 숙종 7년(1681)에 이곳에 서원을 세우고, 정조 6년(1782)에는 신도비(神道碑:왕이나 고관 등의 평생 업적을 기리기 위해 무덤 근처 길가에 세우는 비)를 세워 두었다.
1955년에는 사육신비를 세우기도 하였고, 이후 묘역을 확장하여 새롭게 정비하여 충효사상을 기리고자 하였다. 원래의 묘역에는 ((박팽년·성삼문·유응부·이개))의 묘만 있었으나 후에 ((하위지·유성원))의 묘도 만들어 함께 모시고 있다.

## 조성 경위
사육신의 충성심과 장렬한 의기를 추모하고자 숙종 7년(1681년)에 민절서원을 세웠고, 정조 6년(1782년)에는 신도비가 세워져 전해오다가, 1955년 5월에 육각의 사육신비를 세웠다. 1978년 서울특별시에서는 이들의 충성스럽고 의로운 영혼을 위로하고 그 정신을 널리 현창하고자 3,240평이었던 묘역을 9,370평으로 확장하고 사육신의 위패를 모신 의절사(義節祠), 불이문(不二門), 홍살문, 비각(碑閣)을 새로 지어 충효사상의 실천도량으로 정화하였다.
입구에 홍살문이 있고, 그 안 좌우로 신도비와 1955년에 세운 육각비가, 불이문을 들어서면 의절사가 있으며, 각종 편의시설도 구비되어 있다. 오전 9시부터 저녁 6시까지 개방하고 있다. 매년 10월 9일에 위패를 모시고 추모제향을 올린다.
현재 이곳에 여섯이 아닌 일곱 분의 묘가 조성되어 있는 경위는 다음과 같다. 세조 2년 단종복위사건 가담자들의 참혹한 죽음 이후, 어느 스님이 성승·박팽년·김문기·성삼문·이개 다섯 분의 시신을 현재의 위치에 모셨다고 한다. 《조선왕조실록》 세조 2년 6월 병오년 기록에는 성삼문(成三問)· 박팽년((朴彭年))· 이개(李塏) · 하위지(河緯地)· 유성원(柳誠源)· 김문기(金文起)을 비롯한 성승·등의 이름이 보이고, 남효온이 지은 《육신전》(六臣傳)에는 성삼문(成三問)· 박팽년((朴彭年))· 이개(李塏) · 하위지(河緯地)· 유성원(柳誠源)· 김문기(金文起)를 ‘사육신’이라 하였다. 그 후 임진왜란을 거치면서 성승의 묘를 찾을 수 없어 네 분의 묘만 있었으나, 여전히 사육신묘라 불렸다.
이리하여 서울특별시가 사육신묘 일대를 성역화하면서 육신에 대한 논란을 조정하였는데, 그 결과로 사육신묘에는 일곱 분의 묘가 모셔지게 되었다. 즉 본래 이곳에 있던 박팽년·성삼문·이개의 묘에, 하위지·유성원·김문기의 가묘(假墓)를 새로이 만든 것이다. 의절사 내의 위패와 마찬가지로 그 뒷편의 묘소는 동쪽으로부터 김문기·박팽년·이개·유성원·성삼문·하위지 순서로 모셔져 있다.

## 갤러리

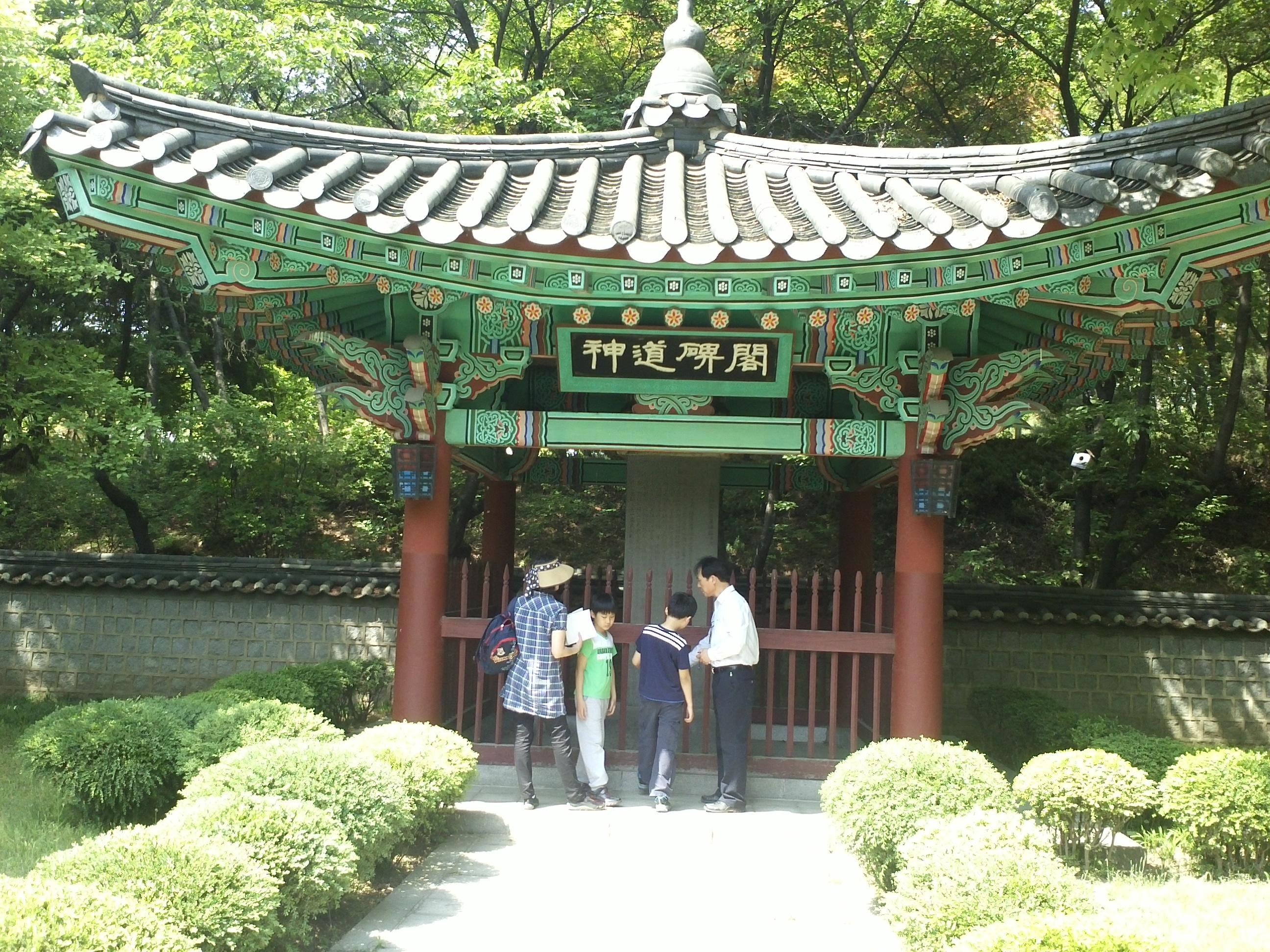
신도비각
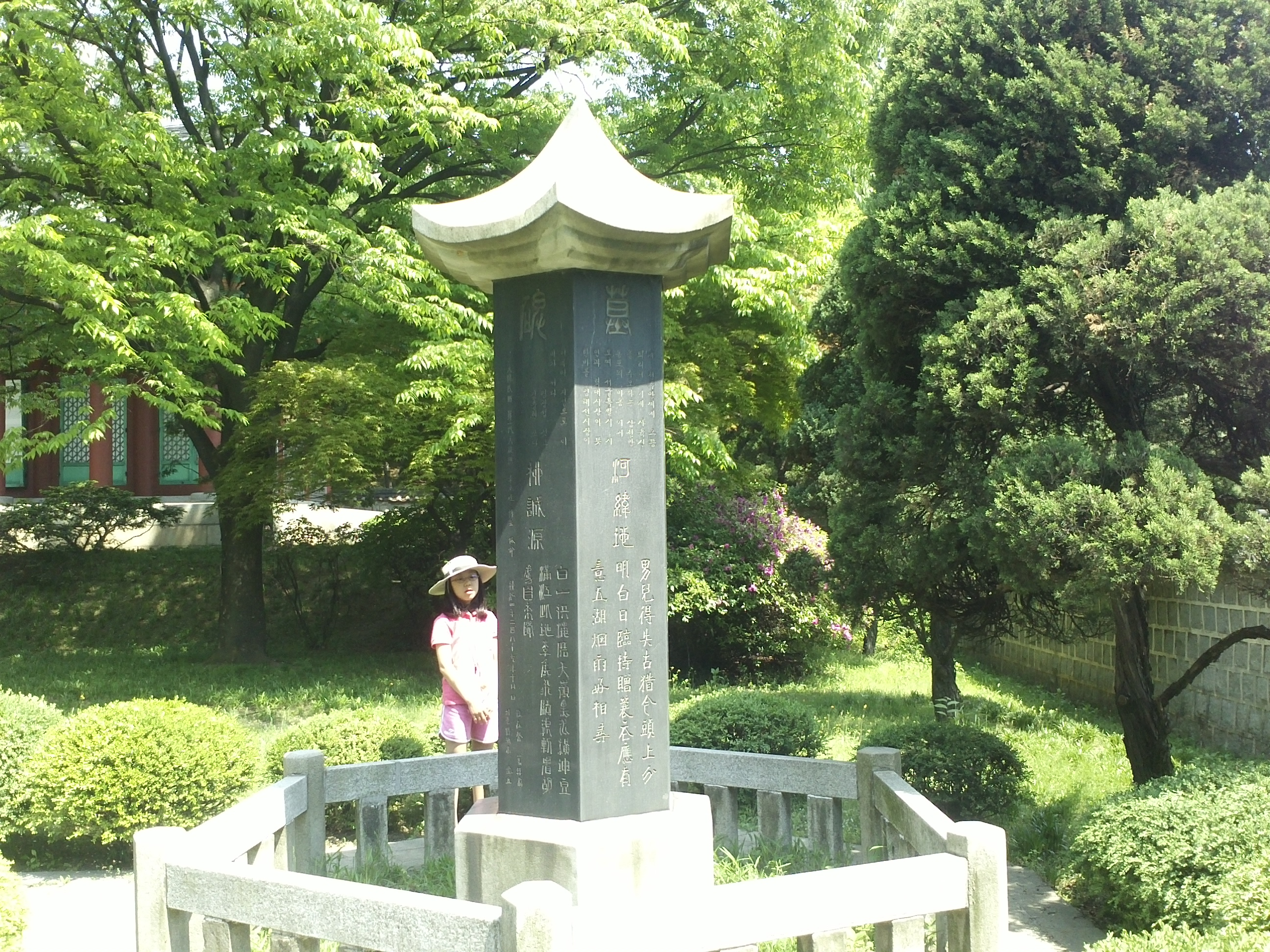
헌비

## 같이 보기
- 사육신공원
- 박팽년
- 성삼문
- 이개
- 하위지
- 유성원
- 김문기

## 참고 자료
- 사육신묘 - 국가유산청 국가유산포털